# Stylo technique

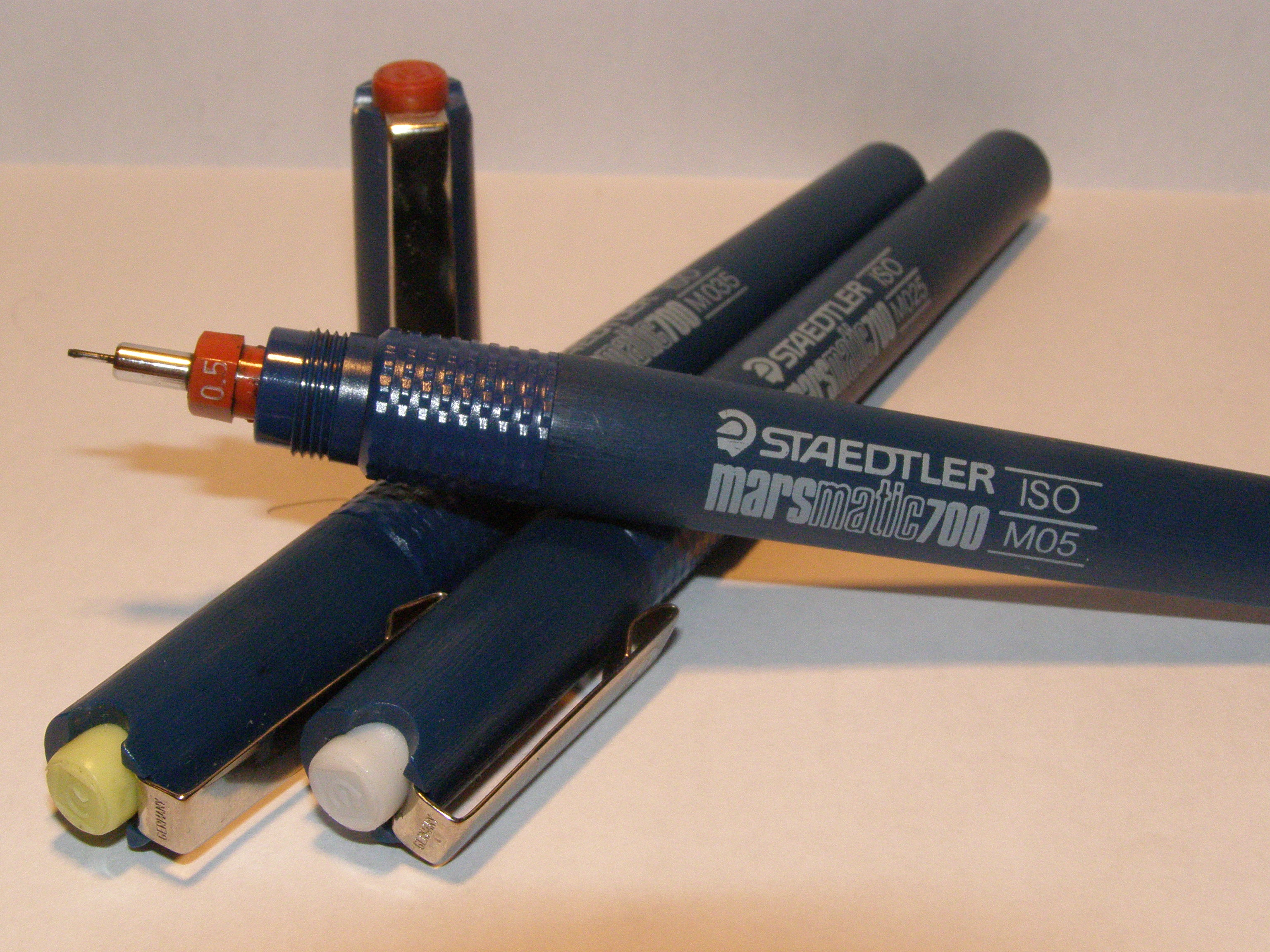
Stylos techniques de Staedtler.

Le stylo technique également appelé stylo tubulaire ou parfois stylo à pointe tubulaire est un type de stylographe utilisé pour des dessins techniques qui requièrent une grande précision de trait et en particulier une épaisseur constante. 
Le stylo technique utilise non pas une plume traditionnelle, mais une plume ou pointe tubulaire dont le diamètre définit l'épaisseur du trait. La marque allemande Rotring ayant commercialisé le modèle Rapidograph, le nom abrégé rapido en est venu à désigner ce type de stylo, même si d'autres marques ont produit leurs modèles.

## Histoire

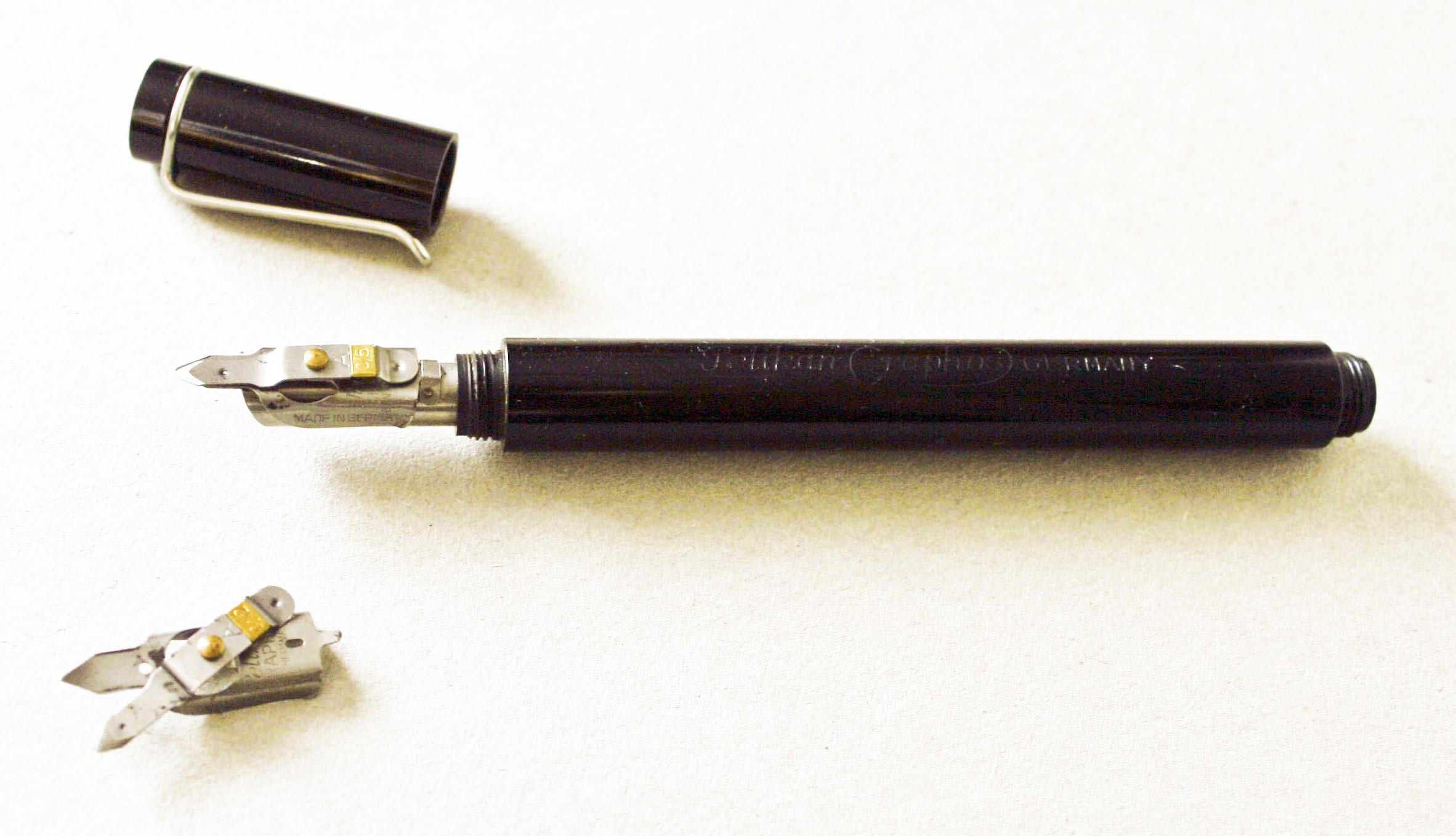
Stylo Graphos.

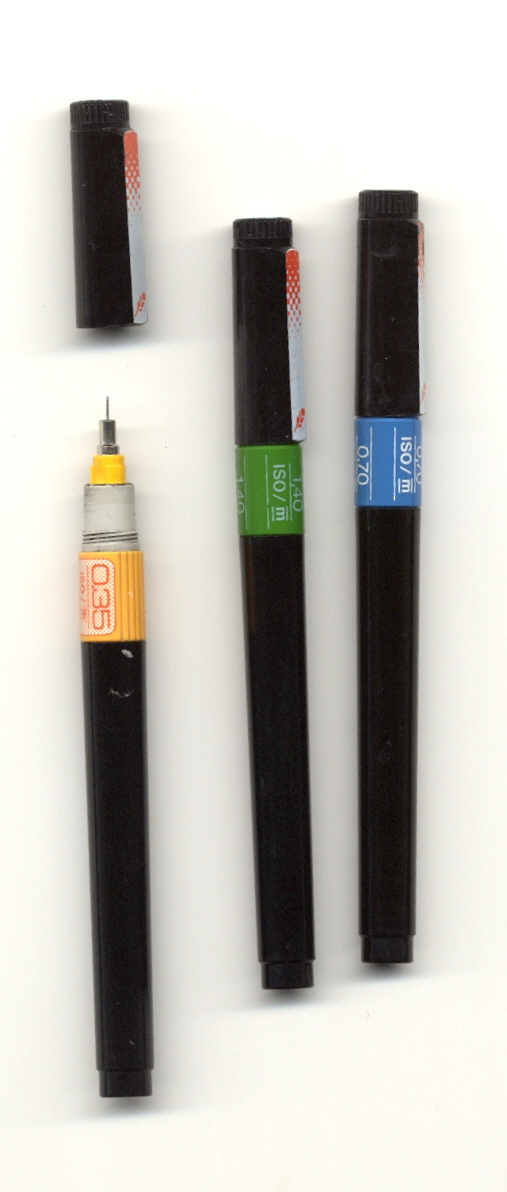
Rapidograph de Rotring.

Avant l'apparition des stylos techniques, l'outil en usage était le tire-ligne. Un bon tire-ligne convenablement manipulé s'avère extrêmement précis, mais il est difficile, malgré certaines vis de réglage munies de repères, de régler l'épaisseur exacte, et la nécessaire recharge en encre présente certains risques. 
En 1934, apparaît le Graphos de Pelikan, ce stylo, muni de plumes interchangeables selon les besoins, reprend donc le principe du porte-plume, avec l'avantage du réservoir autonome des stylos. Il est efficace aussi bien pour le dessin technique que pour les tracés à main levée et la calligraphie. Parmi les différentes plumes disponibles, figuraient des plumes tubulaires « pour écriture au pochoir ». Là encore la recharge en encre et l'encrassage pouvaient présenter certains problèmes, mais il a connu un succès durable. Le Graphos est repris en 1978 par Rotring. 
Dans les années 1950, plusieurs fabricants proposent les stylos à pointes tubulaires, chacun apportant des améliorations dans la régulation du flux d'encre. Ces stylos devaient être fréquemment nettoyés, une période de non-utilisation entraînant le séchage de l'encre dans le tube. Il fallait aussi trouver un compromis entre la résistance de la pointe et sa finesse qui permettait au trait d'être tracé au plus près de la règle, de l'équerre, du pistolet, ou du gabarit ou « pochoir » qui servait de guide au tracé.

## Modèles

Rapidograph Rotring aux normes ISO.

En Europe, les principaux fabricants, Faber-Castell, Rotring et Staedtler, fournissent des pointes présentées par épaisseurs selon les normes ISO, indiquées en millimètres : 0,13 mm, 0,18 mm, 0,25 mm, 0,35 mm, 0,5 mm, 0,7 mm, 1,0 mm, 1,5 mm et 2,0 mm, chaque fabricant avait ses propres normes et dimensions, exprimées en pouces. Une autre distinction existe entre les pointes destinées à être utilisées sur le papier et celles servant à tracer sur des films : celles-ci nécessitent une encre différente et la pointe est fabriquée en conséquence.
Différents modèles de stylos sont adaptés aux différents usages et utilisateurs, scolaires ou professionnels. Certains utilisent des cartouches pré-remplies, d'autres un réservoir à remplir manuellement. Des attaches permettaient aux pointes de s'adapter à des compas pour tracer des cercles.
Le stylo technique a été largement utilisé, non seulement dans le domaine du dessin technique, l'architecture, les arts graphiques, pour la qualité du trait, le séchage rapide de l'encre et son contraste élevé propice à la reproduction, mais aussi, grâce à sa facilité d'utilisation, dans le tracé à main levée et les esquisses. Des pointes tubulaires, spécialement fabriquées pour cet usage, étaient aussi utilisées dans les tables traçantes, avant la généralisation de l'informatique et des imprimantes à jet d'encre ou laser qui ont rendu ces machines obsolètes.